# Mary Whitehouse
Mary Whitehouse, nata Constance Mary Hutcheson (Nuneaton, 13 giugno 1910 – Colchester, 23 novembre 2001), è stata un'attivista inglese, che combatté per tutti quei valori di moralità e decenza derivati dal suo credo nel cristianesimo.
Mary iniziò concentrando i suoi sforzi sulla radio e sulla televisione, che considerava molto influenti e molto carenti di quei valori di cui lei era tanto convinta. In seguito, fece numerosi e importanti interventi su pubblicazioni e produzioni teatrali che lei disapprovava, incominciando, così, ad essere coinvolta in numerosi processi. Divenne anche la fondatrice e primo presidente dell'Associazione Nazionale Telespettatori e Ascoltatori, ora nota come Mediawatch-UK.

## Biografia

### Primi anni e formazione
Nata Constance Mary Hutcheson a Nuneaton, Warwickshire, il 13 giugno del 1910, Whitehouse vince una borsa di studio alla City and County School, a Chester, dopodiché fece due anni di apprendistato, per diventare insegnante, alla St. John School, sempre a Chester. Frequentò anche il college MMU Cheshire, a Crewe, specializzandosi in insegnamento di arte alla scuola media. Whitehouse fu coinvolta nel Movimento Studentesco Cristiano nel 1932, prima di diventare insegnante di arte nella Lichiefeld Road School a Wednesfield, nello Staffordshire, dove restò per otto anni.
Mary entrò nell'Oxford Group, più tardi conosciuto come Moral Re-Armament (MRA), negli anni trenta. Alle riunioni del MRA, Mary, incontrò Ernest Raymond Whitehouse con cui si sposò nel 1940. Ebbero due figli gemelli, che però morirono durante l'infanzia.
Dopo la nascita dei suoi figli, Mary ritornò ad insegnare, diventando responsabile dell'educazione sessuale, alla Madeley Modern School nella contea dello Shropshire alla fine degli anni sessanta. Allo stesso tempo, scioccata dalle risposte dategli dai suoi allievi su temi morali, si interessò su ciò che lei ed altri percepivano come "declino degli standard morali" nei media inglesi, specialmente nella BBC.

### Campagna "Clean Up TV"

#### Primi passi
Mary Whitehouse iniziò la sua campagna nel 1963. Tra i suoi primi obiettivi ci fu sir Hugh Greene, diventato poi direttore generale della BBC, che Whitehouse riteneva «più di chiunque altro [...] responsabile del crollo morale in questo paese». Greene la ignorò e bloccò la sua partecipazione ad un programma televisivo della BBC. Più di duemila persone assistettero al primo convegno della campagna "Clean Up TV" nell'aprile del 1964, che fu tenuto nel municipio di Birmingham. Richard Whitehouse, uno dei suoi figli, ricordò nel 2008: «Gli autobus arrivavano da tutto il paese. Duemila persone si riversarono e improvvisamente c'era mia madre su un podio che riceveva degli applausi.».
Il manifesto del CUTV dichiarava che la BBC sotto la guida di Greene diffondeva «la propaganda dell'incredulità, del dubbio e della sporcizia... della promiscuità, dell'infedeltà e del bere». In ragione di questo, gli autori sostenevano che le attività della Corporazione dovevano «incoraggiare e sostenere la fede in Dio e di farlo tornare nei cuori delle loro famiglie e nella vita della nazione.» Nel 1965 Mary Whitehouse fondò la Mediawatch-UK e raccolse circa 500 000 firme per la sua prima petizione, che in seguito spedì alla Regina. In un'intervista concessa nel 1965 Greene sostenne che le critiche riguardanti la sua politica di radiodiffusione liberale, senza fare direttamente il nome di Mary Whitehouse, volevano «attaccare qualunque cosa che non sottolineasse un insieme di ipotesi precedenti», e vedeva il potenziale per «una forma pericolosa di censura... che agisce stimolando gli artisti e gli scrittori a non correre rischi.» Difese i diritti della Corporazione «di essere davanti all'opinione pubblica.» La National Viewers' and Listeners' Association (oggi nota come Mediawatch-UK) fu lanciata ufficialmente con la campagna CUTV nel novembre 1965, sostituendo quello che era stato percepito di negativo, con un programma attivo per un cambiamento legislativo. La NVALA acquisì circa 150 000 membri.
Grazie alle numerose lettere che lei, spesso, spediva ad Harold Wilson, Mary causò particolari difficoltà agli impiegati civili della sede del Primo Ministro. Per parecchio tempo, Downing Street fece apposta a "perdere" le sue lettere, per evitare di risponderle. Queste lettere esprimevano la sua convinzione che, attraverso la Royal Charter, la responsabilità ultima delle trasmissioni della BBC era del Governo, piuttosto che dei direttori della BBC che lei accusava di aver fallito dei loro doveri. Quando Greene lasciò la BBC, nel 1969, per i suoi disaccordi a proposito dell'elezione a presidente della BBC il conservatore Charles Hill nel 1967, Mary diede molta fiducia a questa decisione; altri, però, parlano di un abbandono dipeso dalle lotte politiche tra la BBC e Wilson. Hill era pronto ad incontrare Mrs Whitehouse alla Broadcasting House.

#### Anni ottanta
Mary Whitehouse criticava anche film come Quei bravi ragazzi di Martin Scorsese e Le due facce del male di Dennis Potter, e il romanzo Arancia meccanica di Anthony Burgess. Era anche critica con il comico Benny Hill, descriveva Dave Allen come offensivo, indecente ed imbarazzante; della commedia satirica Till Death Us Do Part disse: «Le parolacce rendono grossolana la qualità della nostra vita. Fa passare come normale il linguaggio duro, spesso indecente, che rovina la nostra comunicazione». Descrisse anche il programma per bambini Jackanory come completamente irresponsabile e affermò che Doctor Who «...contiene il materiale più malato e orribile» e lo descrisse come «brutale ora del tè per i bambini». Le sue critiche verso Doctor Who erano particolarmente frequenti finché Tom Baker fu l'attore e la serie fu prodotta da Philip Hinchcliffe tra il 1975 e il 1977. Fece molte proteste contro i serial del periodo, in particolare The Ark in Space, Genesis of the Daleks, The Brain of Morbius e The Seeds of Doom.
Un drammatico incidente in The Seeds of Doom la portò a sostenere che il programma pieno di «strangolamenti - con le mani, con artigli, con materiale vegelate osceno- è l'ultima trovata, sufficientemente vicino da raggiungere lo scopo. Solo per variare mostrano ai bambini come fare un cocktail Molotov.» Successivamente a The Deadly Assassin nel 1976, Mary scrisse la sua lettera più pesante alla BBC ottenendo delle scuse dal direttore generale Charles Curran. Infatti, nel terzo episodio, Tom Baker appariva mentre stava per annegare e questa scena fu successivamente corretta e riguardata. La BBC ordinò così, come successivo produttore della serie, Graham Williams, per ridurre la violenza e l'orrore denunciati da Whitehouse. Lei pensava che la BBC fosse il centro «di una cospirazione per rimuovere il mito di Dio dalla mente degli uomini»,. Nel caso della violenza di Arancia meccanica (1971), lei respinse ogni tentativo di mostrare una correlazione "da copione" negli studi accademici, ma esortò la sua accettazione come un dato di fatto derivato dal buon senso.
Mary Whitehouse e la NVALA vinsero una causa contro lo scrittore della serie tv Johnny Speight dopo che egli aveva dichiarato in un'intervista che i membri dell'organizzazione e i loro capi fossero fascisti. I suoi sostenitori affermano che le campagne della Whitehouse aiutarono a cancellare la serie di film Red triangle di Channel 4 del 1986; Channel 4 rivendicò l'intenzione di avvertire in questo modo gli spettatori riguardo al materiale che poteva arrecare offesa, la messa in onda di questi film con il triangolo rosso ricevette critiche anche dai detrattori della Whitehouse. Mary Whitehouse disse inoltre di aver avuto un ruolo nell'ampliamento del Broadcasting Act nel 1990 e nella creazione del Broadcasting National Standards Commission.
Nel 1990, quando venne invitata al In the Psychiatrist's Chair la Whitehouse dichiarò che Dennis Potter era stato influenzato dall'esser testimone dell'adulterio di sua madre. La madre di Potter vinse la querela contro la BBC e The Listener,.

### Azioni giudiziarie

#### Permissivismo
La signora Whitehouse fu gratificata quando l'edizione inglese di The Little Red Schoolbook, una guida liberale per i giovani sul sesso, le droghe e gli atteggiamenti degli adulti, fu perseguita per oscenità nel luglio 1971. In origine era stata pubblicata in Danimarca dove, secondo Mary Whitehouse, aveva portato «danni incalcolabili» e fu «testo rivoluzionario», nel quale «l'aperta ribellione contro il 'sistema', che fosse la scuola, i genitori o l'autorità in generale, è stata sostenuta, mentre i bambini erano costantemente esortati a raccogliere prove contro presunti insegnanti di ingiustizie o qualsiasi cosa atta a migliorare la rivoluzione.» Fu «molto sollevata - per il bene dei bambini» per le multe imposte a Richard Handyside, il suo editore, che aveva nella sua lista di pubblicazioni anche opere di Che Guevara e Fidel Castro. Per la Whitehouse questo era «il diritto fondamentale dei bambini di essere bambini» e «il dovere delle persone mature di garantire che i giovani siano protetti contro le incursioni di coloro che vorrebbero sfruttare la loro immaturità per guadagno politico, sociale o personale.»
Insieme a Lord Longford, laburista cattolico, attivista contro la pornografia, a Malcolm Muggeridge e a Cliff Richard, Mrs Whitehouse fu una figura di spicco durante il Nationwide Festival of Light, per protestare contro lo sfruttamento commerciale del sesso e della violenza in Britannia. La folla del festival "manifestazione contro la permissività" a Trafalgar Square era di circa 50 000 persone nel settembre 1971. Lo stesso anno ebbe un'udienza con papa Paolo VI riguardo all'"inquinamento morale".
Dopo l'uscita in appello degli imputati nel processo Oz, «un disastro per i bambini del nostro paese», Mary Whitehouse lanciò la Nationwide Petition for Public Decency nel gennaio 1972, che raccolse circa 1 350 000 firme nel momento in cui fu presentata a Edward Heath nell'aprile 1973.

#### Gay News
Oltre alle sue attività riguardanti la televisione, Mary Whitehouse portò avanti un gran numero di azioni legali, come l'accusa di blasfemie contro il giornale Gay News nel 1977 (caso denominato Whitehouse vs Lemon), la prima causa di questo tipo nel Regno Unito dal 1922. La causa fu anche argomento di una poesia di James Kirkup, socio della Royal Society of Literature, chiamata The Love that Dares to Speak Its Name. La poesia parla delle fantasie sessuali di un centurione romano sul corpo di Gesù Cristo. «Io devo semplicemente proteggere Nostro Signore», disse la signora Whitehouse all'epoca anche se sia l'arcivescovo di Canterbury Donald Coggan sia il cardinale Basil Hume declinarono l'invito di Mary Whitehouse per testimoniare al processo. Denis Lemon, il proprietario e l'editore di Gay News, pubblicò la poesia sulla base che il «messaggio e l'intenzione della poesia è di celebrare l'assoluta universalità dell'amore di Dio.» Gay News perse la causa e, sia l'editore che il giornale furono multati, mentre Lemon ricevette una condanna di nove mesi con la condizionale. Nonostante la Corte d'appello e la Camera dei Lord destituirono gli appelli, la sentenza di Lemon fu annullata.
Geoffrey Robertson, allora avvocato di Gay News, disse in un'intervista concessa al Times, che Mary Whitehouse era omofoba, affermando che la sua paura per gli omosessuali era qualcosa di viscerale. Descrisse le sue affermazioni come sciocchezze, come nelle sue affermazioni («l'omosessualità è la causa di un anormale rapporto sessuale, durante la gravidanza o appena dopo» oppure «essere gay è come avere l'acne: la psichiatria dimostra che il 60% dei gay andati in cura sono stati completamente curati»). Il quotidiano The Scotsman, nel 2008, si chiese se la società avesse davvero benificiato della campagna di Mary Whitehouse, puntando anche su questo caso quando si disse che le opinioni della Whitehouse sull'omosessualità erano soltanto dei pregiudizi.

#### The Romans in Britain
Nel 1982 portò avanti un'altra azione giudiziaria privata, questa volta contro Michael Bogdanov, il direttore del National Theatre che produceva The Romans in Britain di Howard Brenton, una commedia che «mostra un parallelo tra l'invasione romana della Britannia celtica del 54 d.C. e la presenza britannica contemporanea nel Nord Irlanda.» Il primo atto contiene «una breve scena» di uno stupro anale (simulato), ma la polizia visitò la produzione tre volte senza trovare alcuna base per un'azione legale. Nella querela l'avvocato di Mary Whitehouse ha citato la Sezione 13 del Sexual Offences Act del 1956, che descrive l'offesa «procurata da un atto indecente», come applicabile. Poiché quello citato è un atto generico, non vi era alcuna possibilità di difesa sulla base del merito artistico, a differenza di quella consentita ai sensi dell'Obscene Publications Act del 1959.
Finché la Whitehouse stessa non vide la commedia, le prove del processo si basavano sulla testimonianza del suo avvocato, Graham Ross-Cornes, che dichiarò di aver visto il pene dell'attore, ma aveva visto lo spettacolo dalla platea a una distanza di circa 30 metri dal palcoscenico. Lord Hutchinson, avvocato di Bogdanov, fu in grado di dimostrare l'illusione ottica creata dal palcoscenico. In realtà l'effetto era stato ottenuto con il pollice di un attore che sporgeva dal pugno. La difesa aveva sostenuto che la legge citata dall'accusa non si applica in teatro; il giudice stabilì invece il contrario. L'azione fu ritirata dopo che gli avvocati dissero a Mary Whitehouse che non c'erano le basi per proseguire; il contenzioso finì quando il Procuratore Generale presentò una motivazione di non prosecuzione. Entrambe le parti affermarono la loro vittoria anche se, dalla parte del querelante, il punto importante per il diritto era stato di fatto ottenuto con la sentenza in merito all'applicabilità della legge sui reati sessuali, mentre Bogdanov disse che sapeva che non sarebbe mai stato condannato. A Mary Whitehouse fu fatta una multa di 14 000 sterline.
Il caso divenne quindi il soggetto di una commedia radiofonica di Mark Lawson, The Third Soldier Holds His Thighs nel 2005. Il resoconto del processo di Mary Whitehouse è stato quindi pubblicato in un volume dal titolo A Most Dangerous Woman.

#### Governo di Margaret Thatcher
Dagli anni ottanta, Mary Whitehouse strinse una forte alleanza con il Governo conservatore, in particolare con Margaret Thatcher stessa, il cui supporto al governo si basava parzialmente su conservatori sociali e cristiani. Si è sostenuto che l'orientamento al mercato del governo Thatcher avesse pregiudicato effettivamente il governo contro la Whitehouse.
Dall'altro lato, i sostenitori della Whitehouse dichiararono che i suoi sforzi ebbero un peso nell'approvazione del Protection of Children Act del 1978 e del Indecent Displays (Control) Act del 1981 che riguardava i sexy shop. Nel 1984 portò avanti una campagna fondamentale riguardo ai "video nasty", che ha portato al Video Recordings Act nello stesso anno.

### Pensionamento e morte
Nel 1988 riportò danni alla colonna vertebrale in seguito ad una caduta; questo fatto frenò la sua attività.
Mary Whitehouse lasciò la carica di presidente della National Viewers' and Listeners' Association nel 1994; l'associazione fu rinominata Mediawatch-UK nel 2001. Morì a 91 anni, in una casa di riposo a Colchester, nell'Essex il 23 novembre 2001.

## Onorificenze
Mary Whitehouse è stata nominata un Commendatore dell'Ordine dell'Impero Britannico nel 1980.

## Critiche
Nonostante gli scontri precedenti, Michael Grade disse di lei: «Era molto spiritosa, era una grande oratrice, era molto contagiosa e aveva una visione molto sincera, ma era in contatto con tutto il mondo reale.» L'attore Bernard Manning disse: «Sarà tristemente compianta, suppongo, ma non da me.»
Scrivendo nel Dictionary of National Biography, la filosofa Mary Warnock commenta: «Anche se la sua campagna elettorale non è riuscita a ripulire la televisione (...) aveva intenti nobili, ed ebbe una buona influenza in un momento cruciale dello sviluppo della BBC e della ITV. Non era una semplice figura comica, come invece vuol far credere la BBC». La giornalista Mary Kenny crede che «Mary Whitehouse fu una figura fondamentale. Alcune delle sue battaglie sono giustificate, anche profetiche. Oggi i suoi attacchi alla pornografia giovanile sarebbero supportati a livello mondiale.»

## Influenza culturale
Nella canzone Pigs (Three Different Ones) contenuta nell'album Animals i Pink Floyd attaccano Mary Whitehouse richiamandola nella terza strofa:
"Hey you, Whitehouse, ha ha charade you are.
You house proud town mouse, ha ha charade you are.You're trying to keep our feelings off the street,
you're nearly a real treat, all tight lips and cold feet,
and do you feel abused?You gotta stem the evil tide, and keep it all on the inside.Mary, you're nearly a treat, Mary, you're nearly a treat,
but you're really a cry"
Nel 1973 i Deep Purple dedicarono a Mary Whitehouse la canzone Mary Long contenuta nell’album Who Do We Think We Are.  Riguardo alla canzone Il cantante Ian Gillan disse: «Mary Whitehouse e Lord Longford erano figure particolarmente di alto profilo all'epoca, con comportamenti reazionari... Riguardavo gli standard della vecchia generazione, l'intero quadro morale, il vandalismo intellettuale - tutte le cose che esistono nel corso delle generazioni... Mary Whitehouse e Lord Longford sono diventati una persona, fondendosi insieme per rappresentare l'ipocrisia che ho visto in quel momento.»